# Erling von Mende
Erling von Mende (* 10. Oktober 1940 in Berlin) war von 1983 bis 2007 Universitätsprofessor der Sinologie am Ostasiatischen Seminar der Freien Universität Berlin. Seine Schwerpunkte sind die Sozial- und Wirtschaftsgeschichte der traditionellen materiellen Kultur Chinas, insbesondere der frühen Song-Dynastie bis zum Ende der Qing-Dynastie, die frühe Qing-Zeit unter besonderer Berücksichtigung des mandschurischen Einflusses und der Mandschuristik, Xinjiang und die Mandschurei sowie die kaiserliche Außenpolitik in den nördlichen und nordöstlichen Grenzgebieten.

## Leben
Erling von Mende wurde  als Sohn des Universitätsprofessors Gerhard von Mende und der gebürtigen Norwegerin Karoline Espeseth in Berlin geboren. Nach dem Abschluss des humanistischen Görresgymnasiums in Düsseldorf 1960 absolvierte er zunächst ein Studium in Rechtswissenschaften an den Universitäten Hamburg und Freiburg. 1963 nahm er dann das Studium der Sinologie  in Bonn auf, zunächst unter Peter Olbricht, ab 1964 dann bei Walter Fuchs in Köln. Gleichzeitig studierte er Wirtschaftsgeschichte bei Hermann Kellenbenz und Mittlere und Neuere Geschichte bei A. Brühl und Theodor Schieder. 
Die Promotion erfolgte 1969 in Köln (Sinologie, Wirtschaftsgeschichte, Mandschuristik) mit der Dissertation Die wirtschaftlichen und konsulären Beziehungen Norwegens zu China von der Mitte des 19. Jhs. bis zum Ersten Weltkrieg bei Walter Fuchs und Herrmann Kellenbenz. 1979 habilitierte er sich in Köln (Sinologie und Mandschuristik) mit der Habilitationsschrift China und die Staaten auf der koreanischen Halbinsel bis zum 12. Jh.: Eine Untersuchung zur Entwicklung der Formen zwischenstaatlicher Beziehungen in Ostasien.